# Al-Hawidscha

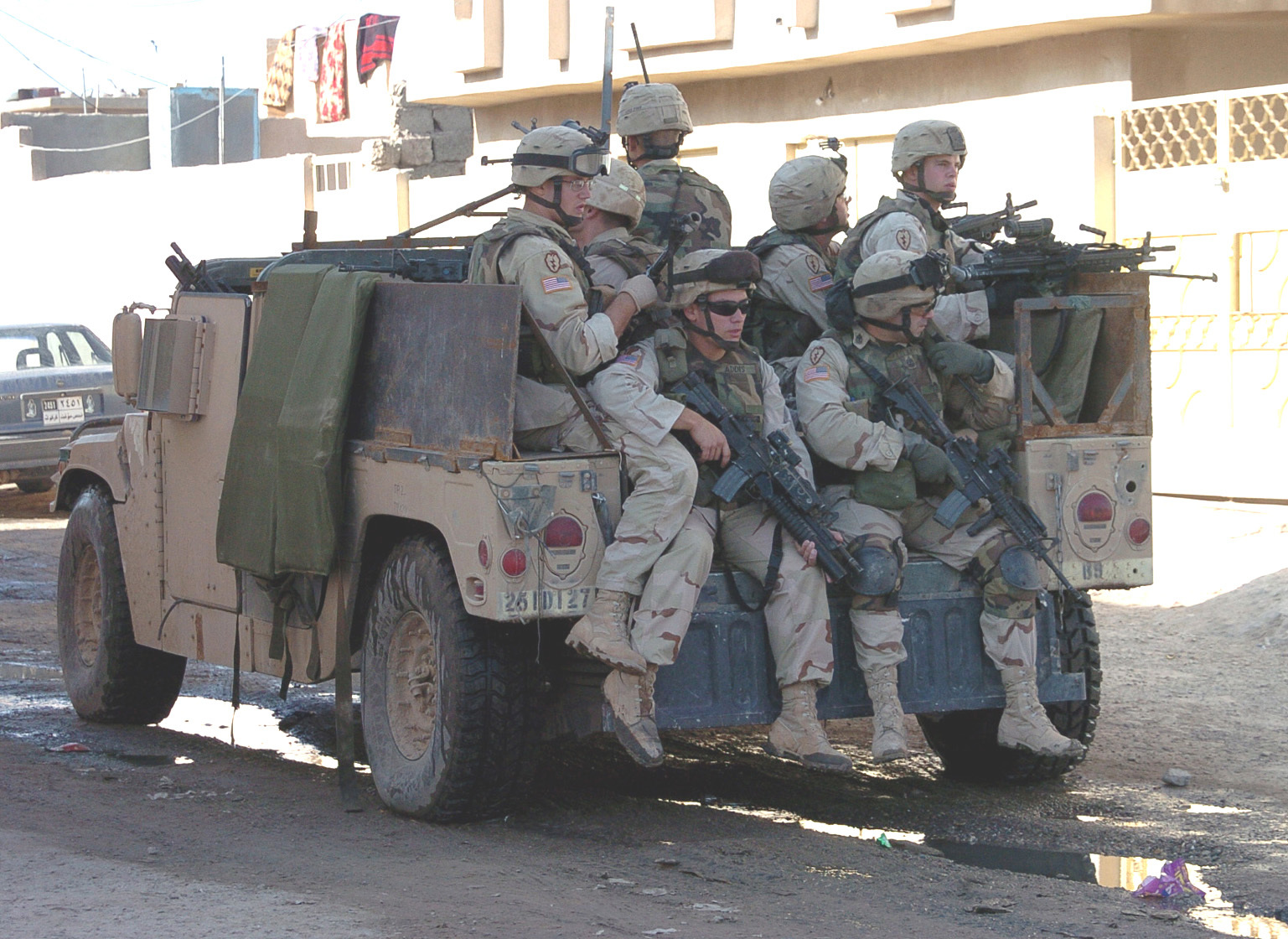
Ein mit Soldaten besetzter HMMWV rollt langsam durch eine Straße in Hawija, während eines berittenen Einsatzes im Rahmen der Operation Wolfhound Power am 13. November 2004

Al-Hawidscha (arabisch الحويجة, DMG al-Ḥawīǧa; kurdisch Hawij) ist das Zentrum des Distriktes al-Hawidscha im irakischen Gouvernement Kirkuk und liegt etwa 57 km südwestlich der Stadt Kirkuk und an die 300 km nördlich von Bagdad.

## Bevölkerung
Im Distrikt al-Hawidscha leben an die 400.000 Menschen, deren größten Teil sunnitische Araber bilden. Große arabische Stämme sind die Schammar, die Dulaimi, die al-Dschubur und die al-Ubaid, nach denen die Stadt auch manchmal Hawidschat al-Ubaid genannt wird. Die meisten Einwohner leben auf dem Land.

## Geschichte

### Nach dem Irakkrieg
Nach dem Ende des Irakkriegs 2003 erlitten die US- und die irakische Armee einige Verluste durch sunnitische Aufständische im Gebiet von al-Hawidscha.
Der am nächsten gelegene amerikanische Stützpunkt war Forward Operating Base McHenry, welcher 2003 angelegt wurde. Die Besatzung von FOB McHenry unter Captain Scott W. Carpenter erlebte ab April 2004 15 Monate lang schwere Angriffe.
Am 6. Dezember 2006 traf eine modifizierte Flugabwehrrakete einen Humvee und tötete fünf Soldaten. Al-Hawidscha galt 2006 als einer der gefährlichsten Orte des Iraks und wurde mit dem unsicheren Gouvernement al-Anbar weiter im Süden verglichen.

### Nach dem Truppenabzug der Amerikaner
Nach dem Ende der Besatzung kam es im Irak zu Konflikten zwischen den schiitischen und sunnitischen Bevölkerungsteilen. Die entmachteten Sunniten fühlten sich von der schiitischen Regierung unter Nuri al-Maliki vernachlässigt.
So kam es am 23. April 2013 in al-Hawidscha zu Protesten gegen die Regierung, die gewaltsam niedergeschlagen wurden,  wobei 27 Menschen starben. Mit der anschließenden Gewalt in den nächsten Tagen stieg die Zahl der Opfer auf 215.
Misstrauen und Gewalt vergrößerten die Kluft zwischen den Einwohnern al-Hawidschas und der Regierung. Das führte dazu, dass sich die Sunniten während der Irakkrise 2014 auf die Seite des terroristischen Islamischen Staates schlugen. Die Regierungstruppen hatten schon große Teile des Gouvernements Kirkuk geräumt. Die kurdischen Peschmerga übernahmen am 12. Juni 2014 die komplette Kontrolle über die Stadt Kirkuk. Versuche des IS, Kirkuk einzunehmen, scheiterten. Seitdem kontrollierte der IS den südlichen Teil des Gouvernements mit al-Hawidscha.
Am 21. Oktober 2015 unternahmen kurdische, irakische und amerikanische Spezialeinheiten einen Angriff auf ein Gefängnis in al-Hawidscha, wobei 69 Gefangene des IS befreit wurden.
Am 4. Oktober 2017 wurde nach Angaben der Regierungstruppen das Stadtzentrum zurückerobert. Die Innenstadt sei von Armee, Polizei und paramilitärischen Einheiten vollständig befreit worden. Der Vormarsch werde fortgesetzt, um die gesamte Stadt vom IS zurückzuerobern.